# LaFee
Кристи́на Кляйн (нем. Christina Klein; 9 декабря 1990, Штольберг, Ахен, Кёльн, Северный Рейн-Вестфалия, Германия), известная как LaFee, — немецкая поп-рок певица. В переводе с французского La fée означает «фея».
Первый сингл LaFee «Virus» («Вирус») из её дебютного альбома был выпущен в 2006 году. «Virus» достиг 14 места в германском и австрийском чартах. А её второй сингл «Prinzesschen» («Принцессочка») достиг 11 места в немецких чартах. «Was ist das?» («Что это?») и « Mitternacht» («Полночь») также занимали позиции в чартах.
В 2009 году певица покинула свою группу и занялась сольной карьерой. Музыканты, выступавшие с ней под именем LaFee, тем временем сменили название группы на Tief (нем. Ураган/Цунами) и начали работу с новой вокалисткой Яной Валль (Jana Wall), позже сменили название на «ICE», но, не получив поддержки (со стороны фанатов, продюсеров и т.д), закрыли проект, и каждый занялся своим делом. С ЛаФи парни находятся в тёплых отношениях, но контакт не поддерживают.
После двухлетнего перерыва певица вернулась с новым логотипом, новой музыкой, новой группой, новой причёской и новым стилем одежды и начала завоёвывать новых фанатов и возвращать старых. Сейчас она вновь стала одним из самых популярных исполнителей в Германии. В августе 2012 певица появилась на обложке журнала Playboy. В сентябре 2012 расторгла контракт с лейблом и сменила имя на Tina LaFee.

## Биография

### Ранние годы
Кристина Кляйн родилась в городе Штольберг (близ Ахена, земля Северный Рейн — Вестфалия). Её отец Бернд Кляйн — немец, мать Кериакулла — гречанка. У Кристины есть старший брат Андреас.
Когда ей исполнилось девять лет, она начала рассылать свои записи в различные телешоу, не раз участвовала в разных кастингах. В 2004 году в возрасте 13 лет приняла участие в конкурсе «Kiddy Contest», где исполнила песню «Handy», пародию на песню «Mandy» Барри Манилоу. После чего её заметил продюсер Боб Арнц.

### Карьера

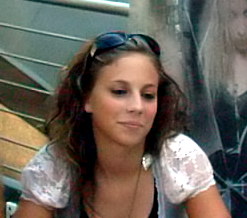
LaFee (2006)

#### LaFee(2005—2006)
Первый сингл LaFee «Virus» был издан в 2006 году, тогда же, когда и дебютный альбом LaFee. «Virus» добрался до 14 места в чартах Германии и Австрии. Второй сингл — «Prinzesschen» (Принцесса), занял 11 место в чарте Германии. Следующие синглы — «Was ist das» и «Mitternacht» также попали в 20ку Германии и Австрии.

#### Jetzt erst recht(2007)
Второй альбом, Jetzt erst recht («Не так, как раньше») был выпущен 6 июля 2007 года. Первый сингл «Heul doch»(«Реви же») добрался до топ 10 чарта Германии. Альбом стал платиновым в Германии и золотым в Австрии.
Вторым синглом альбома стал «Beweg dein Arsch», занявший 21 место #21 в Германии, а третьим — лирическая баллада «Wer bin ich?» («Кто же я?»), достигшая 25 места в Германии и 41 — в Австрии. По итогам LaFee получила премии Echo award в номинации «Лучшая певица», Bravo Gold Otto в номинации «Лучшая поп певица» и премию Jetix Kids' Award за «Лучшее сольное исполнение».

#### Первый англоязычный альбом иRing Frei(2008)
Shut Up, первый англоязычный альбом LaFee, вышел в 2008 году. В него вошли английские версии песен с первых двух альбомов. Первым синглом стал «Shut up» — английская версия «Heul Doch». В целом альбом стал самым неуспешным в карьере LaFee и был продан в количестве около 100.000 копий.
Первый сингл «Ring frei» («Борись свободно») одноимённого альбома вышел 21 ноября 2008 года. Альбом добрался до 6 места в Германии, 2 в Австрии и 21 в Швеции. Он получил статус золотого в Австрии.

#### Best Of — LaFee(2009)
Сборник лучших хитов, Best Of - LaFee, был издан в ноябре 2009 года. Промосинглом стала переизданная версия композиции «Der Regen fällt» («Идёт дождь»), оригинальная версия которой была в альбоме Jetzt erst recht. Песня заняла лишь 94 место в Германии и не попала в чарты Австрии и Швейцарии. Провал альбома привёл к тому, что LaFee расторгла контракт с продюсером Бобом Арнцем и музыкантами группы.
В начале января 2010 Гитарист Ricky Garcia объявил о распаде группы, вернее, об отделении группы от Кристины. Также он сказал, что она продолжит свою карьеру под этим же псевдонимом «LaFee», но уже в направлении поп-музыки.

#### Сингл «Ich bin» и альбомFrei(2011)
4 июня 2011 года LaFee вернулась на сцену и презентовала свой новый сингл «Ich bin» («Я») на мероприятии The Dome, сам сингл был выпущен 10 июня. LaFee явилась с новым образом и музыкой: она — блондинка с кудряшками в стиле «Афро», в музыке доминирующим стилем становится поп. Новый альбом Frei вышел 19 августа.

## Стиль и тематика

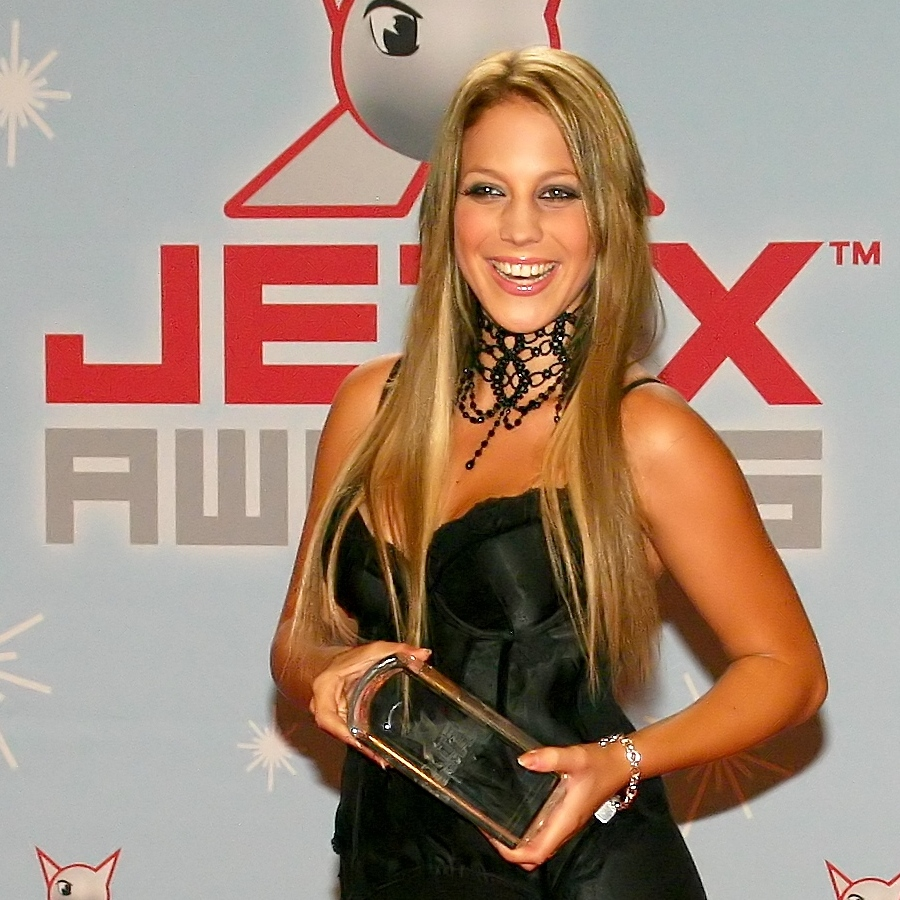
2008 год

В музыкальном плане LaFee смешивает элементы тяжёлого гитарного рока и поп-музыки.
В текстах её песен часто затрагивается социальная тематика: принуждение к сексуальным отношениям, насилие, бездуховность, проблемы брака и отношения детей и родителей, что привело к более низкой ротации на радио, но большей популярности в молодёжных изданиях, таких как Bravo. В некоторых текстах встречается ненормативная лексика.
На своих выступлениях LaFee часто появляется в тёмных нарядах и с имитацией татуировок. За это издание «The Frankfurter Rundschau» охарактеризовало LaFee как «смесь Шакиры и готики». С 2011 года в музыке LaFee больше электронного звучания, но её тексты все также резкие и затрагивают большие социальные проблемы, встречается ненормативная лексика.

## Дискография
- LaFee (2006)
- Jetzt erst recht (2007)
- Shut Up (2008)
- Ring Frei (2009)
- Frei (2011)
- Züruck in die Zukunft (2021)
- Schatten & Licht (2025)

## Награды
- 2012
  - Номинация Echo за Лучшее национальное видео
- 2009
  - Номинация Echo за Национальная поп-рок исполнительница и Лучшее видео
  - Номинация Comet за Национальная исполнительница и Лучшее видео
- 2008
  - Премия Echo за Национальная поп-рок исполнительница
  - Золотой Bravo Otto — Лучшая поп-рок исполнительница
  - Viva Comet — номинация
  - Jetix Kids awards — Лучший сольный проект
- 2007
  - Премия Echo за Национальная поп-рок исполнительница
  - Премия Echo за Лучшая Начинающая певица
  - Серебряный Bravo Otto за Лучшая поп певица
  - Goldene Stimmgabel за Самая фотогеничная звезда года
  - Kids' Премия за Любимый исполнитель
  - Jetix Kids' Премия за Горячая певица
  - Платина — альбом «LaFee» (Австрия)
  - Золото — альбом «LaFee» (Германия, Австрия)
  - Золото — DVD Secret Live
  - Золото — альбом «Jetzt erst recht» (Германия, Австрия)
- 2006
  - Eins Live Krone — номинация
  - Viva Comet — две номинации